# Grand Prix moto de Malaisie 1996
Le  Grand Prix moto de Malaisie 1996 est la première manche du championnat du monde de vitesse moto 1996. La compétition s'est déroulée le 31 mars 1996 sur le circuit de Shah Alam. C'est la 6e édition du Grand Prix moto de Malaisie.

## Classement final 500 cm3
| Pos  | Pilote              | Constructeur  | Temps/Écart     | Points |
| ---- | ------------------- | ------------- | --------------- | ------ |
| 1    | Luca Cadalora       | Honda         | 47 min 24 s 151 | 25     |
| 2    | Alex Barros         | Honda         | +4 s 721        | 20     |
| 3    | Carlos Checa        | Honda         | +14 s 234       | 16     |
| 4    | Scott Russell       | Suzuki        | +14 s 393       | 13     |
| 5    | Mick Doohan         | Honda         | +25 s 529       | 11     |
| 6    | Jean-Michel Bayle   | Yamaha        | +26 s 233       | 10     |
| 7    | Alberto Puig        | Honda         | +46 s 603       | 9      |
| 8    | Norifumi Abe        | Yamaha        | +47 s 555       | 8      |
| 9    | Frédéric Protat     | ROC Yamaha    | +1 min 25 s 583 | 7      |
| 10   | Juan Borja          | Elf 500       | +1 min 26 s 515 | 6      |
| 11   | Sean Emmett         | Harris Yamaha | +1 min 44 s 301 | 5      |
| 12   | Lucio Pedercini     | ROC Yamaha    | +1 min 57 s 577 | 4      |
| 13   | Laurent Naveau      | ROC Yamaha    | +2 min 02 s 135 | 3      |
| 14   | Jeremy McWilliams   | ROC Yamaha    | +2 min 12 s 518 | 2      |
| 15   | James Haydon        | ROC Yamaha    | +1 tour         | 1      |
| 16   | Jean-Pierre Jeandat | Paton         | +1 tour         |        |
| 17   | Toshiyuki Arakaki   | Yamaha        | +1 tour         |        |
| Abd. | Eugene McManus      | Yamaha        | Abandon         |        |
| Abd. | Shinichi Itoh       | Honda         | Abandon         |        |
| Abd. | Tadayuki Okada      | Honda         | Abandon         |        |
| Abd. | Loris Capirossi     | Yamaha        | Abandon         |        |
| Abd. | Adrien Bosshard     | Elf 500       | Abandon         |        |
| Abd. | Alex Criville       | Honda         | Abandon         |        |

## Classement final 250 cm3
| Pos  | Pilote               | Constructeur | Temps/Écart     | Points |
| ---- | -------------------- | ------------ | --------------- | ------ |
| 1    | Max Biaggi           | Aprilia      | 45 min 06 s 934 | 25     |
| 2    | Tetsuya Harada       | Yamaha       | +14 s 745       | 20     |
| 3    | Luis d'Antin         | Honda        | +33 s 058       | 16     |
| 4    | Olivier Jacque       | Honda        | +37 s 121       | 13     |
| 5    | Jean-Philippe Ruggia | Honda        | +39 s 478       | 11     |
| 6    | Nobuatsu Aoki        | Honda        | +49 s 988       | 10     |
| 7    | Jurgen Fuchs         | Honda        | +56 s 860       | 9      |
| 8    | Jurgen vd Goorbergh  | Honda        | +1 min 06 s 596 | 8      |
| 9    | Luca Boscoscuro      | Aprilia      | +1 min 15 s 716 | 7      |
| 10   | Roberto Locatelli    | Aprilia      | +1 min 15 s 716 | 6      |
| 11   | Jamie Robinson       | Aprilia      | +1 min 23 s 754 | 5      |
| 12   | Takeshi Tsujimura    | Honda        | +1 min 29 s 408 | 4      |
| 13   | Cristiano Migliorati | Honda        | +1 tour         | 3      |
| 14   | Davide Bulega        | Aprilia      | +1 tour         | 2      |
| 15   | Osamu Miyazaki       | Aprilia      | +1 tour         | 1      |
| 16   | Shahrol Yuzy         | Yamaha       | +1 tour         |        |
| 17   | Shahrun Nizam        | Yamaha       | +1 tour         |        |
| Abd. | Christophe Cogan     | Honda        | Abandon         |        |
| Abd. | Eskil Suter          | Aprilia      | Abandon         |        |
| Abd. | Régis Laconi         | Honda        | Abandon         |        |
| Abd. | Christian Boudinot   | Aprilia      | Abandon         |        |
| Abd. | Yasumasa Hatakeyama  | Honda        | Abandon         |        |
| Abd. | Sebastian Porto      | Aprilia      | Abandon         |        |
| Abd. | Massimo Ottobre      | Aprilia      | Abandon         |        |
| Abd. | José Barresi         | Yamaha       | Abandon         |        |
| Abd. | Gianluigi Scalvini   | Honda        | Abandon         |        |
| Abd. | Sete Gibernau        | Honda        | Abandon         |        |
| Abd. | José Luis Cardoso    | Aprilia      | Abandon         |        |
| Abd. | Meng Heng Kuang      | Yamaha       | Abandon         |        |
| Abd. | Tohru Ukawa          | Honda        | Abandon         |        |
| Abd. | Olivier Petrucciani  | Aprilia      | Abandon         |        |

## Classement final 125 cm3
| Pos  | Pilote            | Constructeur | Temps/Écart     | Points |
| ---- | ----------------- | ------------ | --------------- | ------ |
| 1    | Stefano Perugini  | Aprilia      | 44 min 46 s 542 | 25     |
| 2    | Haruchika Aoki    | Honda        | +0 s 405        | 20     |
| 3    | Peter Öttl        | Aprilia      | +0 s 758        | 16     |
| 4    | Masaki Tokudome   | Aprilia      | +0 s 785        | 13     |
| 5    | Emilio Alzamora   | Honda        | +1 s 267        | 11     |
| 6    | Valentino Rossi   | Aprilia      | +7 s 379        | 10     |
| 7    | Tomomi Manako     | Honda        | +7 s 406        | 9      |
| 8    | Akira Saito       | Honda        | +7 s 814        | 8      |
| 9    | Noboru Ueda       | Honda        | +18 s 034       | 7      |
| 10   | Kazuto Sakata     | Aprilia      | +35 s 742       | 6      |
| 11   | Frédéric Petit    | Honda        | +39 s 738       | 5      |
| 12   | Garry McCoy       | Aprilia      | +39 s 812       | 4      |
| 13   | Andrea Ballerini  | Aprilia      | +57 s 770       | 3      |
| 14   | Jaroslav Huleš    | Honda        | +1 min 10 s 237 | 2      |
| 15   | Paolo Tessari     | Honda        | +1 min 10 s 772 | 1      |
| 16   | Ivan Goi          | Honda        | +1 min 12 s 419 |        |
| 17   | Stefano Cruciani  | Aprilia      | +1 min 34 s 951 |        |
| 18   | Loek Bodelier     | Honda        | +1 tour         |        |
| 19   | Josep Sarda       | Honda        | +1 tour         |        |
| 20   | Yi Tang           | Yamaha       | +2 tours        |        |
| Abd. | Lucio Cecchinello | Honda        | Abandon         |        |
| Abd. | Darren Barton     | Aprilia      | Abandon         |        |
| Abd. | Manfred Geissler  | Aprilia      | Abandon         |        |
| Abd. | Yoshiaki Katoh    | Yamaha       | Abandon         |        |
| Abd. | David de Gea      | Honda        | Abandon         |        |
| Abd. | Angel Nieto Jr    | Aprilia      | Abandon         |        |
| Abd. | Youichi Ui        | Yamaha       | Abandon         |        |
| Abd. | Dirk Raudies      | Honda        | Abandon         |        |
| Abd. | Chow Yan Kit      | Yamaha       | Abandon         |        |
| Abd. | Chau Chee Hou     | Yamaha       | Abandon         |        |
| Abd. | Yasir Said        | Yamaha       | Abandon         |        |
| Abd. | Jorge Martínez    | Aprilia      | Abandon         |        |
| Abd. | Gabriele Debbia   | Yamaha       | Abandon         |        |